# Mo (Volk)
Die Mo sind eine Ethnie im Westen des heutigen Ghana sowie im Gebiet der Elfenbeinküste. Sie selbst nennen sich jedoch Deg, die Namensbezeichnung Mo wird von ihren Nachbarn und anderen Außenstehenden gebraucht. Mo ist auch die offizielle Bezeichnung zur Kolonialzeit gewesen. Weitere Alternativnamen für die Ethnie sind Degha, Janela, Aculo, Mmfo, Mohua, Mochia, Miao, Mo Jia, Mo Min, Buru (Buro), Ching, Sou und Panyam.
Das heutige ghanaische Siedlungsgebiet der Mo befindet sich südlich des Schwarzen Volta in der Region östlich der Stadt Banda mit dem Kerngebiet in der Gegend gegenüber von Bamboi, wo traditionell eine aschantische Fähre über den Schwarzen Volta existiert. (Bamboi ist am Nordufer des südlichen Flusslaufes bei 8° 10′ N, 2° 2′ W gelegen.) Ein Teil von ihnen siedelt auch nördlich des Schwarzen Volta. Eine weitere kleinere Mo-Gruppe siedelt weiter nördlich im Nordosten des Lobi-Landes, etwa in der Umgebung des Punktes 09°40’ N; 02°30’W.
Im Jahre 1912 residierte das politische Oberhaupt der Mo in Longoro bei 8° 11′ N, 1° 53′ W am Südufer des Schwarzen Volta. Politisch und religiös standen die Mo in den 1920ern jedoch vor allem unter dem Einfluss des Tindana (Priester der Erdgottheit) von Sakpa (bei 8° 52′ N, 2° 21′ W), der die bedeutendste Persönlichkeit des Volkes verkörpert.
Die Mo sprechen eine Sprache, die Deg genannt wird und zu den Gur-Gruppe der Niger-Congo-Sprachen gehört. Im Jahre 2003 schätzte man die Anzahl der Deg-Sprecher auf 27.500, wovon 26.400 in Ghana lebten und etwa 1.100 (1991) auf dem Gebiet der Republik Elfenbeinküste. Als Dialekte der Deg-Sprache gelten Longoro, Mangum und Boe. Akan wird überall im Lande verstanden.